# Praški konzervatorij
Praški konzervatorij (češ. Pražská konzervatoř) je glazbeno-scenska umjetnička visoka škola u Pragu i jedna od najboljih u državi. Osnovali su je 1808. praški aristokrati, a mnogi su svjetski poznati češki glazbeni i dramski umjetnici, poput Antonína Dvořáka, koji je ovdje studirao od 1901. do 1904. godine. Kandidati za upis na konzervatorij moraju proći zahtjevne kriterije, koji se često održavaju u nekoliko eliminacijskih krugova, pri čemu kandidati moraju pokazati izniman talent i želju za radom.

## Program
Glazbeni program uključuje sljedeće smjerove:
- Instrumentalni smjer:
  - harmonika
  - gitara
  - klavir
  - orgulje
  - solo pjevanje
- Teoretski smjer:
  - dirigiranje
  - skladanje
  - glazbena teorija
  - harmonija
  - glazbeni oblici

Dramski program uključuje sljedeće smjerove:
- Glumački/plesni smjer
  - gluma
  - balet
  - ples

- Teorijski smjer:
  - povijest umjetnosti
  - teatrologija

## Počasni doktorati
- František Brož
- Ladislav Černý
- Kateřina Emingerová
- Emil Hlobil
- Valentina Kameníková
- Saša Večtomov

## Unutarnje poveznice
- Glazbena akademija u Pragu
- Brnski konzervatorij

## Vanjske poveznice
- (češ.) (engl.) Službena stranica konzervatorija